# Michał Łabęcki
Michał Dunin Łabęcki herbu Korab – kanonik krakowski w 1701 roku, kanonik lwowski, doktor obojga praw.
Syn starosty kiszyńskiego Kazimierza i Barbary Rybińskiej.
Deputat na Trybunał Główny Koronny z archidiecezji lwowskiej w kadencji 1705/1706 roku, nie przyjechał na trybunał.  Deputat na Trybunał Główny Koronny z  archidiecezji krakowskiej w kadencji 1709/1710. Deputat na Trybunał Główny Koronny z diecezji krakowskiej w kadencji 1713/1714 roku.